# Keltische naties

De zes naties vormen de kern van de hedendaagse Keltische cultuur.

Keltische naties zijn gebieden in het noordwesten van Europa die zichzelf identificeren met de Keltische cultuur en specifiek Keltische talen. Voor het Romeinse Rijk en de opkomst van de Germanen waren er in heel continentaal Europa, alsmede op de Britse eilanden Kelten te vinden.

## De zes naties
Van noord naar zuid:
| Natie       | Keltische naam | Taal                       | Volk     | Inwoneraantal | Aantal sprekers |
| Schotland   | Alba           | Schots-Gaelisch (Gàidhlig) | Schotten | 5 miljoen     | 92.400          |
| Ierland     | Éire           | Iers (Gaeilge)             | Ieren    | 6 miljoen     | 355.000         |
| Isle of Man | Ellan Vannin   | Manx-Gaelisch (Yn Ghaelg)  | Manx     | 70.000        | 59              |
| Wales       | Cymru          | Welsh (Cymraeg)            | Welsh    | 3 miljoen     | 750.000+        |
| Cornwall    | Kernow         | Cornisch (Kernewek)        | Cornish  | 500.000       | 3.500           |
| Bretagne    | Breizh         | Bretons (Brezhoneg)        | Bretons  | 4 miljoen     | 500.000         |